# Сенаго
Сенаго (итал. Senago) — город в Италии, в провинции Милан области Ломбардия.
Население составляет 19 689 человек (на 2004 г.), плотность населения составляет 2364 чел./км². Занимает площадь 8 км². Почтовый индекс — 20030. Телефонный код — 02.
В городе 15 августа особо празднуется Успение Пресвятой Богородицы.